# Hrabia Howe
Wicehrabiowie Howe 1. kreacji (parostwo Irlandii)
- 1701–1713: Scrope Howe, 1. wicehrabia Howe
- 1713–1735: Emanuel Scrope Howe, 2. wicehrabia Howe
- 1735–1758: George Howe, 3. wicehrabia Howe
- 1758–1799: Richard Howe, 4. wicehrabia Howe
- 1799–1814: William Howe, 5. wicehrabia Howe

Hrabiowie Howe 1. kreacji (parostwo Wielkiej Brytanii)
- 1788–1799: Richard Howe, 1. hrabia Howe

Baronowie Howe 1. kreacji (parostwo Wielkiej Brytanii)
- 1788–1799: Richard Howe, 1. baron Howe
- 1799–1835: Sophia Charlotte Curzon, 2. baronowa Howe
- 1835–1870: Richard William Curzon-Howe, 3. baron Howe

Wicehrabiowie Curzon 1. kreacji (parostwo Zjednoczonego Królestwa)
- 1802–1820: Assheton Curzon, 1. wicehrabia Curzon
- 1820–1870: Richard William Curzon-Howe, 2. wicehrabia Curzon

Hrabiowie Howe 2. kreacji (parostwo Zjednoczonego Królestwa)
- 1821–1870: Richard William Curzon-Howe, 1. hrabia Howe
- 1870–1876: George Augustus Frederick Louis Curzon-Howe, 2. hrabia Howe
- 1876–1900: Richard William Penn Curzon-Howe, 3. hrabia Howe
- 1900–1929: Richard George Penn Curzon, 4. hrabia Howe
- 1929–1964: Francis Richard Henry Penn Curzon, 5. hrabia Howe
- 1964–1984: Edward Richard Assheton Curzon, 6. hrabia Howe
- 1984 -: Frederick Richard Penn Curzon, 7. hrabia Howe

Najstarszy syn 7. hrabiego Howe: Thomas Edward Penn Curzon, wicehrabia Curzon